# Cucumeria
Cucumeria là một chi thực vật có hoa trong Họ Lan.